# Хабаров, Станислав Николаевич
Станисла́в Никола́евич Хаба́ров (25 февраля 1938, Алтайский край — 5 октября 2020, Барнаул) — советский и российский учёный в области агроэкологии садоводства, агротехники плодовых и ягодных культур. Академик РАН (2013), РАСХН (1999, членкор с 1993), доктор сельскохозяйственных наук (1986), профессор (1993). В 1990—2002 годах директор Научно-исследовательского института садоводства Сибири (НИИСС) им. М. А. Лисавенко, с которым связана почти вся его деятельность, руководитель Центра индустриальных технологий НИИСС (с 2002), позднее главный научный сотрудник этого Центра.
Лауреат Государственной премии СССР в области науки и техники (1981) и премии Правительства РФ. Заслуженный деятель науки Российской Федерации (1998).

## Биография
Родился в селе Тулата Чарышского района Алтайского края.
Окончив Усть-Каменогорский сельскохозяйственный техникум (в 1959 году) работал агрономом в совхозе «Сибирь» Чарышского района.
Окончил с отличием Алтайский сельскохозяйственный институт — ныне Алтайский государственный аграрный университет (1965), ученый-агроном.
С 1965 года на Алтайской опытной станции садоводства им. М. А. Лисавенко — впоследствии НИИ садоводства Сибири им. М. А. Лисавенко: аспирант (по 1968, под руководством М. А. Лисавенко), ученый секретарь, в 1969—1975 годах заместитель директора станции — директор Опытно-производственного хозяйства «Барнаульское», в 1975—1990 годах заведующий отделом агротехники, в 1990—2002 годах директор НИИСС, с 2002 года руководитель его Центра индустриальных технологий, ныне главный научный сотрудник этого Центра. Также с 1989 г. профессор кафедры плодоводства альма-матер. В 1994—1999 годах заведующий кафедрой технологии консервирования плодов и овощей Алтайского государственного технического университета им. И. И. Ползунова.
Подготовил 12 кандидатов и двух докторов наук.
Член редколлегий журналов «Сибирский вестник сельскохозяйственной науки» и «Садоводство и виноградарство».
Награжден юбилейной медалью «За доблестный труд. В ознаменование 100-летия со дня рождения В. И. Ленина» (1970), медалью Ветеран труда (1988), почетными грамотами МСХ РСФСР, МСХ СССР, МСХ и продовольствия РФ, ВДНХ СССР. Изобретатель СССР (1988). Лауреат премии губернатора Алтайского края в области садоводства имени Иды Павловны Калининой (2016).
Опубликовал более 400 научно-технических и научно-популярных работ в области плодоводства, в том числе 6 книг и брошюр, из них 2 монографии, имеет 30 патентов на изобретения.

## Основные работы
Книги
- Закладка и возделывание плодовых и ягодных культур в Алтайском крае: (методические рекомендации). — Новосибирск, 1982. — 40 с.
- Агроэкосистемы садов юга Западной Сибири. — Новосибирск, 1999. — 307 с.
- Методические материалы для преподавателей и студентов специальности 270800 «Технология консервов и пищеконцентратов»: метод. пособие / соавт.: В. Д. Бартенев и др.; Алт. гос. техн. ун-т им. И. И. Ползунова. — Барнаул, 1999. — 307 с.
- Средообразующая роль культур сада на юге Западной Сибири. — Новосибирск, 2009. — 258 с.

Статьи
- Агроэкологические основы совершенствования технологии садов Сибири // Проблемы устойчивого развития садоводства Сибири / НИИ садоводства Сибири им. М. А. Лисавенко. Новосибирск, 2003. С. 17-32.
- Направления оптимизации фитосанитарного состояния в садах Сибири / соавт. Л. Д. Шаманская // Сиб. вестн. с.-х. науки. 2006. № 1. С. 58.
- Оценка сортов и гибридов жимолости на пригодность к механизированной уборке урожая / соавт.: А. А. Канарский, Л. А. Хохрякова // Вестн. Мичур. гос. аграр. ун-та. 2012. № 3. С. 66-69.
- Пригодность сортов облепихи и жимолости к механизированной уборке урожая / соавт.: А. А. Канарский и др. // Селекция и сорторазведение садовых культур / Всерос. НИИ селекции плодовых культур. Орел, 2015. Т. 2. С.91-93.
- Исследование влияния биологически активных веществ дикорастущих растений на формирование функциональных свойств продуктов питания / соавт.: В. Г. Попов, Е. А. Рубашанова // Индустрия питания. 2016. № 1. С. 61.
- Актуальные подходы к разработке чайной продукции антиоксидантной направленности / соавт.: О. В. Чугунова и др. // АПК России. 2017. Т.24, № 4. С. 864—872.
- Влияние обработки лекарственно-технического сырья высоким давлением на извлечение антиоксидантов при водной экстракции / соавт. Е. В. Пастушкова // Индустрия питания. 2018. Т.3, № 1. С. 39-46.